# Jardín botánico de Pinar del Río
El Jardín Botánico de Pinar del Río es un jardín botánico de 62 hectáreas que se encuentra en Pinar del Río, Cuba.
Es uno de los jardines botánicos que forman parte de la red del Ministerio de Ciencia, Tecnología y Medio Ambiente encaminado a brindar información sobre los ecosistemas regionales de Cuba.

## Localización
Se encuentra en la parte occidental de la Isla de Cuba en el municipio de Pinar del Río en la anteriormente denominada finca La Cabaña del Hoyo de Guamá.
Jardín Botánico de Pinar del Río, finca La Cabaña del Hoyo de Guamá, Municipio de Pinar del Río, Provincia de Pinar del Río Cuba.
Planos y vistas satelitales.22°26′10.3884″N 083°42′36.9072″O / 22.436219000, -83.710252000

## Historia
La idea de este centro científico germinó en 1998, durante una visita de la doctora Rosa Elena Simeón por la zona, la que fue recibida y desarrollada, con el beneplácito y apoyo de la dirección del Gobierno provincial.
Pero junto a esto, gracias al esfuerzo del CITMA (Ministerio de Ciencia, Tecnología y Medio Ambiente ), de los 34 trabajadores, y a las directrices del doctor Armado Urquiola Cruz, que han hecho realidad, lo que era tan solo un proyecto.

## Colecciones
El Jardín Botánico de Pinar del Río alberga unas 1 300 especies vegetales endémicas y exóticas, todavía en crecimiento, se prevé que en el jardín se lleguen a reunir hasta 6 000 especies, con lo que estaría prácticamente representada la mayor parte de la flora cubana.

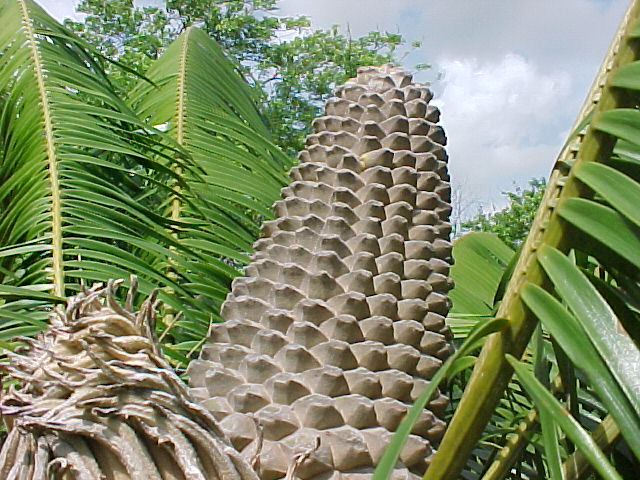
Cono de Microcycas calocoma.

Las colecciones reúnen plantas de los diferentes suelos de la provincia, donde son característicos los mogotes del Valle de Viñales  y los árboles de las alturas de Pizarra, considerada una de la formaciones montañosas más antiguas del Caribe. Los pinares de Matahambre, Viñales, Mantua, Guane. Además de los suelos de arenas blancas del sur, específicamente Sandino y Guane, las calizas, representadas en la Sierra de los Órganos y la Península de Guanahacabibes, entre otros, que determinan el follaje y diversidad vegetal de la zona.
- De esta forma está presente la Flora más evolucionada, como las orquídeas junto a las más arcaicas del planeta. Así la palma corcho (Microcycas calocoma), considerada fósil viviente exclusivo de Pinar del Río, la palma corcho es uno de los más curiosos habitantes de ese vergel, planta que sus orígenes se remontan a más de 250 millones de años, lo que hizo, que fuera declarada Monumento Nacional Natural por su condición de fósil viviente del período Jurásico. Junto a ella crece de la División Psilophyta el Psilotum, complanatum, planta cubana, representante de los primeros organismos que poblaron la tierra.

- Aquí se albergan así mismo, una gran variedad de frutales tal como el noni, pitanga (especie de cereza). Además de plantas ornamentales, medicinales, junto con las que son fuentes económicas: cacao, café y caña de azúcar.

- Monte Ewe y Bosque Arcaico

Entre los atractivos del jardín está el Monte Ewe (aún en acondicionamiento), dedicado a las deidades y cultos afrocubanos, donde se esparcen por el bosque la siguaraya, ceiba, paraíso (Melia azedarach), salvadera (Hura crepitans), álamo, vencedor (Zanthoxylum pistacifolium), abrecaminos (Koanophyllon villosum) y el rompezaragüey (Vernonia methaefolia), entre otros.
Los senderos especializados constituyen un atractivo para los visitantes que pueden apreciar la evolución vegetal de algunas especies primitivas, los musgos, licopodios, colas de caballo, helechos, Ginkgo biloba, gimnospermas (plantas con semillas y sin frutos), que abarcan desde el Silúrico, hace 440 millones de años, hasta el Jurásico, hace 185 millones.

## Equipamientos
Aún en construcción y proyectos de pronta ejecución se encuentran:
- Centro de visitantes con su mirador, para otear todo el horizonte; la dirección
- Centro científico, con biblioteca, herbario y locales para la investigación
- Museo botánico
- Residencia científica
- Eco restaurante
- Instalaciones socio administrativas necesarias.